# HJS (Unternehmen)

Firmenlogo HJS

Die HJS Emission Technology GmbH & Co KG ist ein mittelständischer Hersteller von Abgas-Systemen und Katalysatoren, vor allem für Dieselmotoren. Sie mindern den Ausstoß von Rußpartikeln und Stickoxiden. Der Firmensitz ist Menden im Sauerland. HJS beschäftigt rund 400 Mitarbeiter. Unternehmensgründer und Geschäftsführer ist Hermann Josef Schulte.

## Geschichte

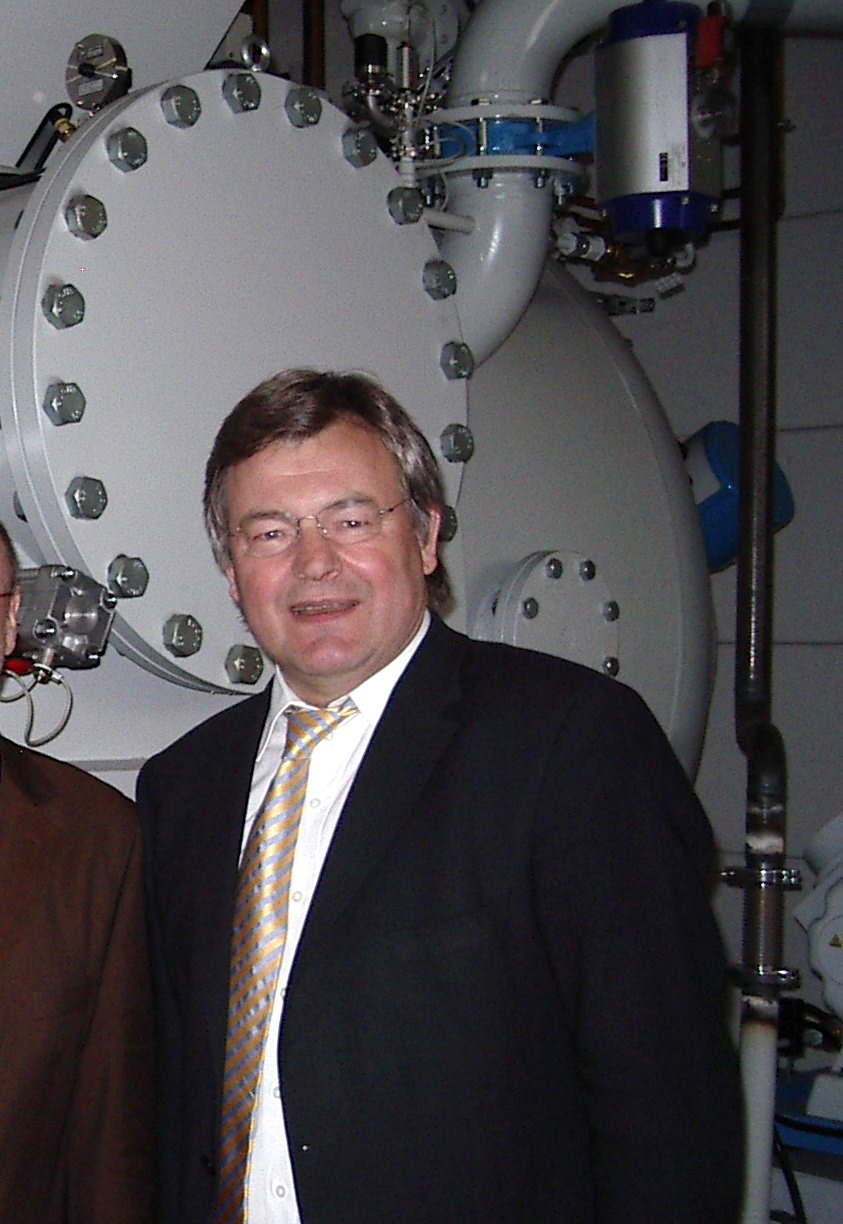
Hermann Josef Schulte, 2008

Das Unternehmen wurde 1976, zunächst in der Rechtsform einer Kommanditgesellschaft, als reiner Montagebetrieb für Abgasanlagen gegründet. 1982 wurde ein Drei-Wege-Katalysator für Ottomotoren entwickelt. Seit 1985 wurden selbst Katalysatoren gefertigt, ab 1992 begann die Entwicklung von Regeltechniken für Dieselmotorabgase. 1995 wurde in Kooperation mit dem britischen Unternehmen Johnson Matthey das CRT-Filtersystem (Continuously Regenerating Trap) zur Dieselabgasreinigung in Partikelfiltern eingeführt und die Entwicklung der SCR-Technologie (Selective Catalytic Reduction Technology; Reduzierung der Stickoxide durch Ammoniumcarbamat-Zugabe) begann. 1996 wurde der Nachrüstkatalysator KAT-2000 vorgestellt. 1997 wurden zwei Tochtergesellschaften in Port Elizabeth (Südafrika) gegründet. 1998 übernahm HJS den Donzdorfer Schalldämpfer-Hersteller Schmid und stellte das SCRT-System für Dieselmotoren vor, das Partikelfilter und SCR-Entstickung kombinierte (2001 gemeinsam mit Johnson Matthey patentiert). 1999 wurden geregelte Nachrüstkatalysatoren (G-Kat) in China eingeführt, im Jahr darauf mit DaimlerChrysler das Joint-Venture PUREM zur Entwicklung von Abgassystemen für Diesel-Nutzfahrzeuge gegründet. 2001 lassen HJS und Johnson Matthey gemeinsam das SCRT-System patentieren. 2002 konnte HJS einen von ihr neuentwickelten Sintermetall-Dieselpartikelfilter („JET-Filter“) der Öffentlichkeit vorstellen, von dem noch im gleichen Jahr Bosch eine Produktionslizenz für den Pkw-Bereich erwarb. 2003 veräußerte HJS seinen Anteil am Gemeinschaftsunternehmen PUREM an DaimlerChrysler. 2005 wurde die Tochtergesellschaft DES GmbH als Vollservice-Lieferant für Diesel-Abgasnachbehandlungssysteme im Bereich Nutzfahrzeuge und Offroad gegründet. Seit 2006 besteht eine Vertriebskooperation der DES GmbH mit der Mann+Hummel GmbH für Non-Road Anwendungen in internationalen Märkten.
2008 patentierte HJS die autarke Abgasnachbehandlung für mobile Maschinen und Stationäranwendungen.

## Produkte
- PKW: Dieselpartikelfilter, Katalysatoren für Diesel- und Ottomotoren, Montagetechnik
- Motorsport: Hochleistungs-Partikelfilter und -Katalysatoren, Ausrüster diverser Teams
- Nutzfahrzeuge SMF-Modul (Sintermetallfilter), SMF-CRT-System, SMF-AR, SCRT
- Non-Road Anwendungen SMF-Modul (Sintermetallfilter), SMF-CRT-System, SMF-AR, SCRT
- Industrieschalldämpfer

## Auszeichnungen
- 1996: Automechanika-Preis für innovative Entwicklungen in der Automobil-Technologie
- 1998: BDI-Preis für das SCRT-System
- 2003: Deutscher Umweltpreis der DBU (Deutsche Bundesstiftung Umwelt) für Forschung und Entwicklung umweltfreundlicher Abgastechnologien für den Fahrzeugbau für Hermann Josef Schulte
Entwicklung eines Diesel-Partikelfilters auf Sintermetallbasis. Umweltpreises des DMSB (Deutscher Motor Sport Bund e. V.) für rußfreien Motorsport
- 2006: „Ausgewählter Ort“ im Rahmen der Initiative „Deutschland – Land der Ideen“ der Bundesregierung und des BDI für die innovative Konzeption und Entwicklung des Sintermetall-Dieselpartikelfilters